# Nathan Fielder
Nathan Fielder, né le 12 mai 1983 à Vancouver, en Colombie-Britannique, est un humoriste, acteur, écrivain, réalisateur, producteur et pilote canadien. Il est surtout connu pour avoir co-créé, réalisé et joué dans l'émission de téléréalité parodique de Comedy Central Nathan for You (en) et pour avoir produit How To with John Wilson (en).

## Biographie
Issu d'une famille juive, il est le fils de Deb et Eric Fielder, travailleurs sociaux. Après avoir fréquenté l'école secondaire Point Grey, où il était membre du groupe de comédie d'improvisation de l'école (qui comprenait également le comédien Seth Rogen), il a travaillé comme magicien pendant son adolescence et était membre du Magic Castle. Il a étudié les affaires à l'Université de Victoria, où il a obtenu un bachelor en commerce en 2005,. 
Après l'université, en 2006, il déménage à Toronto et s'inscrit au programme de comédie du Humber College,. Il travaille brièvement pour une société de courtage avant de démissionner pour se lancer dans une carrière de comédien.

## Carrière
Après avoir reçu le Tim Sims Encouragement Fund Award en 2006, Fielder a travaillé comme scénariste sur Canadian Idol, où il a été remarqué par Michael Donovan, producteur exécutif de la série comique de CBC This Hour Has 22 Minutes. Donovan a embauché Fielder comme correspondant sur le terrain et a développé son segment récurrent populaire, "Nathan on Your Side". En 2010, Fielder a écrit et réalisé un certain nombre de sketches pour la saison 2 de Important Things with Demetri Martin sur Comedy Central. Il a de plus été invité comme doubleur dans le final de la saison 2 de Bob's Burgers, " Beefsquatch ", ainsi que dans l'épisode de la saison 6, " The Land Ship ". Fielder a joué le rôle du perchiste de Jon Benjamin dans la série télévisée de 2011 Jon Benjamin Has a Van et a joué Bob Woodward dans l'épisode « Washington, DC » de Drunk History de Comedy Central. Fielder a également joué dans l'émission d'Adult Swim, Rick et Morty. Il est apparu dans le film de 2015 The Night Before et dans le biopic de 2017 The Disaster Artist. Fielder a par ailleurs une chaîne YouTube, composée principalement de courts sketchs impliquant lui et ses amis.
En 2013, Fielder a co-créé sa propre émission sur Comedy Central appelée Nathan for You. L'émission, qu'il écrit, dirige et joue, est basée sur les segments de "Nathan On Your Side" qu'il a réalisés pour This Hour Has 22 Minutes. La prémisse de l'émission présente Fielder, jouant un personnage vaguement basé sur lui-même, fournissant des conseils aux petites entreprises locales,. En novembre 2017, l'émission a terminé sa quatrième et dernière saison.

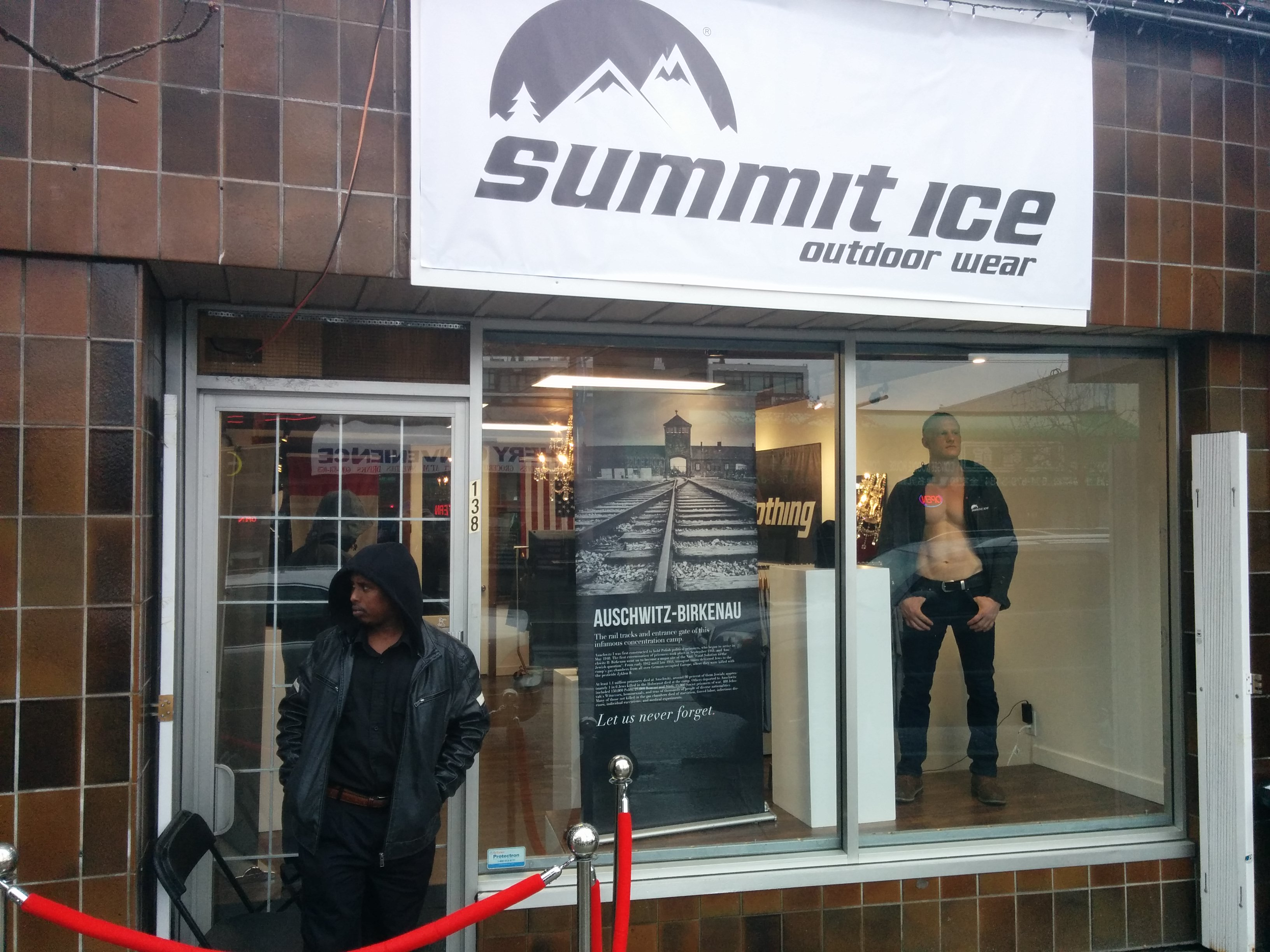
Pop-up store Summit Ice en 2017

Au matin du 7 février 2014, un café appelé Dumb Starbucks Coffee a ouvert ses portes dans le quartier de Los Feliz à Los Angeles. Le magasin a déclaré qu'il fonctionnait comme une parodie de la société mondiale de café et de la chaîne de cafés Starbucks et a utilisé le logo de la sirène de la chaîne dans sa signalisation, ses tasses et d'autres matériaux. La boutique s'est moquée des articles standard de la plupart des cafés Starbucks tels que les CD et les boissons de Norah Jones en utilisant le terme "Dumb" devant les noms, tels que "Dumb Norah Jones Duets" et "Dumb Iced Vanilla Latte". Des boissons et des viennoiseries ont été distribuées gratuitement. Quelques jours plus tard, Starbucks a annoncé qu'il n'était pas affilié au magasin et qu'il "évaluait [leurs] prochaines étapes" car le magasin tentait délibérément d'imiter l'apparence d'un vrai café Starbucks.
L'identité de la personne derrière la boutique n'a pas été révélée au départ, et divers artistes et comédiens tels que Banksy et Tim & Eric ont été soupçonnés d'être impliqués dans la farce, car leur société de production Abso Lutely Productions avait postulé pour un permis de tournage au Dumb Starbucks Coffee. Le 10 février 2014, le magasin a été fermé par le département de la santé du comté de Los Angeles pour ne pas avoir les permis requis pour exploiter un café. Peu de temps après, Fielder a annoncé qu'il était derrière la parodie et le Los Angeles Times a noté la similitude de la farce avec d'autres sketchs joués dans l'émission Nathan for You de Fielder.
Fielder a lancé une entreprise à but non lucratif appelée Summit Ice Apparel en 2015 après avoir appris que la société basée à Vancouver, Taiga, avait publié un hommage au négationniste de l'Holocauste Doug Collins. Il a décidé de créer sa propre entreprise et de produire des vestes softshell. Cet engagement a été montré pendant la saison 3 de Nathan for You. 100% des bénéfices de Summit Ice Apparel vont au Vancouver Holocaust Education Centre à Vancouver. L'entreprise a réalisé près de 500 000 $ de ventes au cours des trois premiers mois. En mars 2017, il a ouvert une boutique éphémère à Vancouver où les membres du public pouvaient acheter Summit Ice Apparel ou échanger leur veste Taiga contre une veste Summit Ice. Fielder lui-même a travaillé pour l'entreprise. Une équipe de tournage était également sur place,.
En 2019, il a été annoncé que Fielder avait signé un accord global avec HBO, en vertu duquel il sera producteur exécutif de la série documentaire How To avec John Wilson et jouera, écrira et réalisera une série comique distincte. En 2020, Showtime a repris la série comique The Curse, créée et écrite par Fielder et le cinéaste Benny Safdie, et mettant en vedette Fielder, Safdie et Emma Stone,. En 2021, HBO a annoncé le nom d'une autre nouvelle série comique, The Rehearsal, que Fielder écrira, dirigera, produira et jouera. La description officielle accompagnant l'annonce décrivait que, dans la série, Fielder "donne aux gens la possibilité de répéter pour leur propre vie".

## Vie privée
Fielder était marié à une bibliothécaire pour enfants jusqu'à leur divorce en 2014. Il est répertorié par erreur comme une femme sur sa carte verte américaine,.

## Filmographie

### Cinéma
- 2013 : The Web : le manager
- 2015 : The Night Before : Joshua
- 2017 : The Disaster Artist : Kyle Vogt
- 2021 : Marcel the Shell with Shoes On : Justin

### Court-métrage
- 2006 : Morris
- 2010 : Kelly 5-9 : le directeur
- 2011 : Way Up There
- 2012 : Buyer's Market

### Télévision
- 2008-2009 : This Hour Has 22 Minutes : Nathan
- 2011 : Jon Benjamin Has a Van : Nathan
- 2013-2014 : Drunk History : Bob Woodward
- 2013-2015 : Kroll Show : Tommy Rothchild / Douglas Dubois / Gil
- 2013-2017 : Nathan For You : Nathan Fielder
- 2017 : Tour de Pharmacy, téléfilm : Stu Ruckman
- 2022 : The Rehearsal
- 2023 : The Curse